# Моріц Юнна Петрівна
Юнна Петрівна (Пінхусівна) Моріц (нар. 2 червня 1937, Київ, УРСР) — російська радянська поетеса,перекладачка, сценаристка. Відома своєю українофобською позицією.

## Біографія
Народилася в єврейській родині у Києві. В рік народження її батько був заарештований, через кілька місяців звільнений. Розстрілів у Бабиному Яру родина уникнула завдяки евакуації у Челябінськ до наступу німців на Київ.
В 1954 році закінчила школу в Києві, вступила на філологічний факультет Київського університету, тоді ж з'явилися її перші публікації в періодиці.
В 1955 році вступила на денне відділення поезії Літінституту в Москві і закінчила його в 1961 році, попри те, що в 1957 році її виключили звідти разом з Геннадієм Айгі за «нездорові настрої у творчості».
В 1961 році вийшла перша книга поетеси в Москві «Мыс Желания» (за назвою мису на Новій Землі), заснована на враженнях від подорожі Арктикою на криголамі «Сєдов» влітку 1956 року.
Її книги за часів радянської влади майже не видавали. Коли, попри заборону, вірш «Кулачний бій» був опублікований журналом «Молода гвардія», завідувач відділу поезії журналу Володимир Цибін був звільнений.
Юнна Моріц — авторка поетичних книг, у тому числі «В логове го́лоса» (1990), «Лицо» (2000), «Таким образом» (2000), «По закону — привет почтальону!» (2005), а також книг віршів для дітей («Большой секрет для маленькой такой компании» (1987), «Букет котів» (1997). На вірші Юнни Моріц написано багато пісень, вони перекладені європейськими мовами, а також японською і китайською.

## Громадянська позиція
У 2014 році, після окупації Росією Криму, зайняла відверто антиукраїнську позицію. Написала кілька віршів, що прославляють дії російських агресорів в Україні. У 2016 році виступала проти звільнення Н. Савченко з російського полону, та засуджувала «русофобію» у соціальних мережах, за що Facebook видалив її сторінку. У 2022 р. підтримала російський напад на Україну у вірші «В мой День Рожденья восемьдесят пятый...»:
|  | В\на Украину въедут Лондон и Варшава, Берлин, Париж, и это – не фантастика, Кричать ей будут «Украине – слава!» И Нобель мира там получит свастика, Как только разгромят Россию шведы И запретят поэму Пушкина «Полтава», И шведы, празднуя в Полтаве день победы, Споют на шведском «Украине – слава!» |

## Премії
- Премія імені А. Д. Сахарова «За громадянську мужність письменника»
- Премія «Тріумф» (Росія)
- «Золота троянда» (Італія)
- Національна премія «Книга року» (в рамках Міжнародної Московської книжкової виставки-ярмарки) в номінації «Поезія — 2005»
- Премія імені А. А. Дельвіга — 2006
- Національна премія «Книга року» (в рамках Міжнародної Московської книжкової виставки-ярмарки) в номінації «Разом з книгою ми ростемо — 2008».
- Премія Уряду РФ (26.12.2011) — за книгу «Дах поїхав додому»